# Pedaliodes pomponia
Pedaliodes pomponia är en fjärilsart som beskrevs av William Chapman Hewitson 1869. Pedaliodes pomponia ingår i släktet Pedaliodes och familjen praktfjärilar. Inga underarter finns listade i Catalogue of Life.

## Bildgalleri

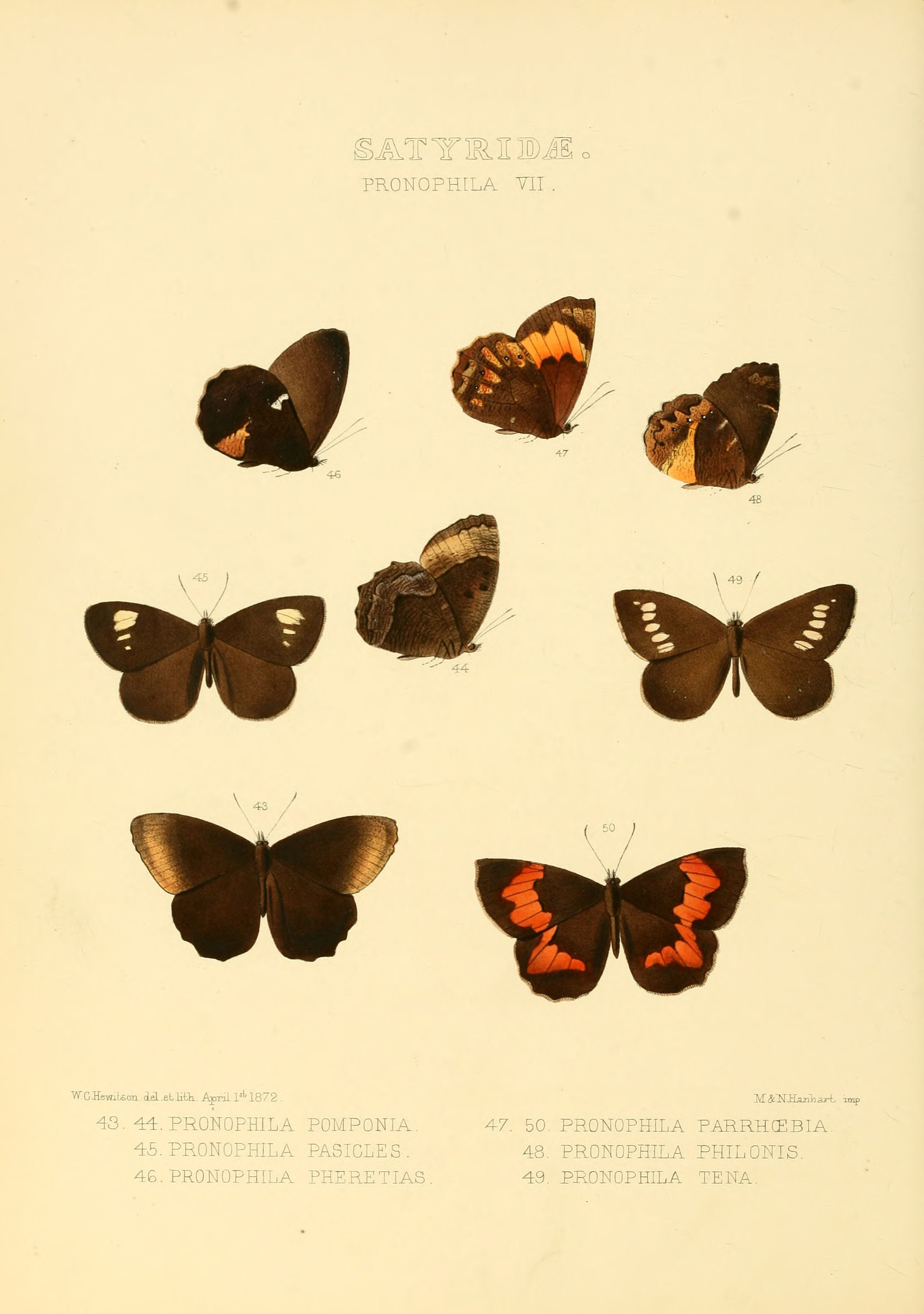